# Oldsmobile Cutlass Calais
Oldsmobile Cutlass Calais – samochód osobowy klasy średniej produkowany pod amerykańską marką Oldsmobile w latach 1984 – 1991. 

## Historia i opis modelu

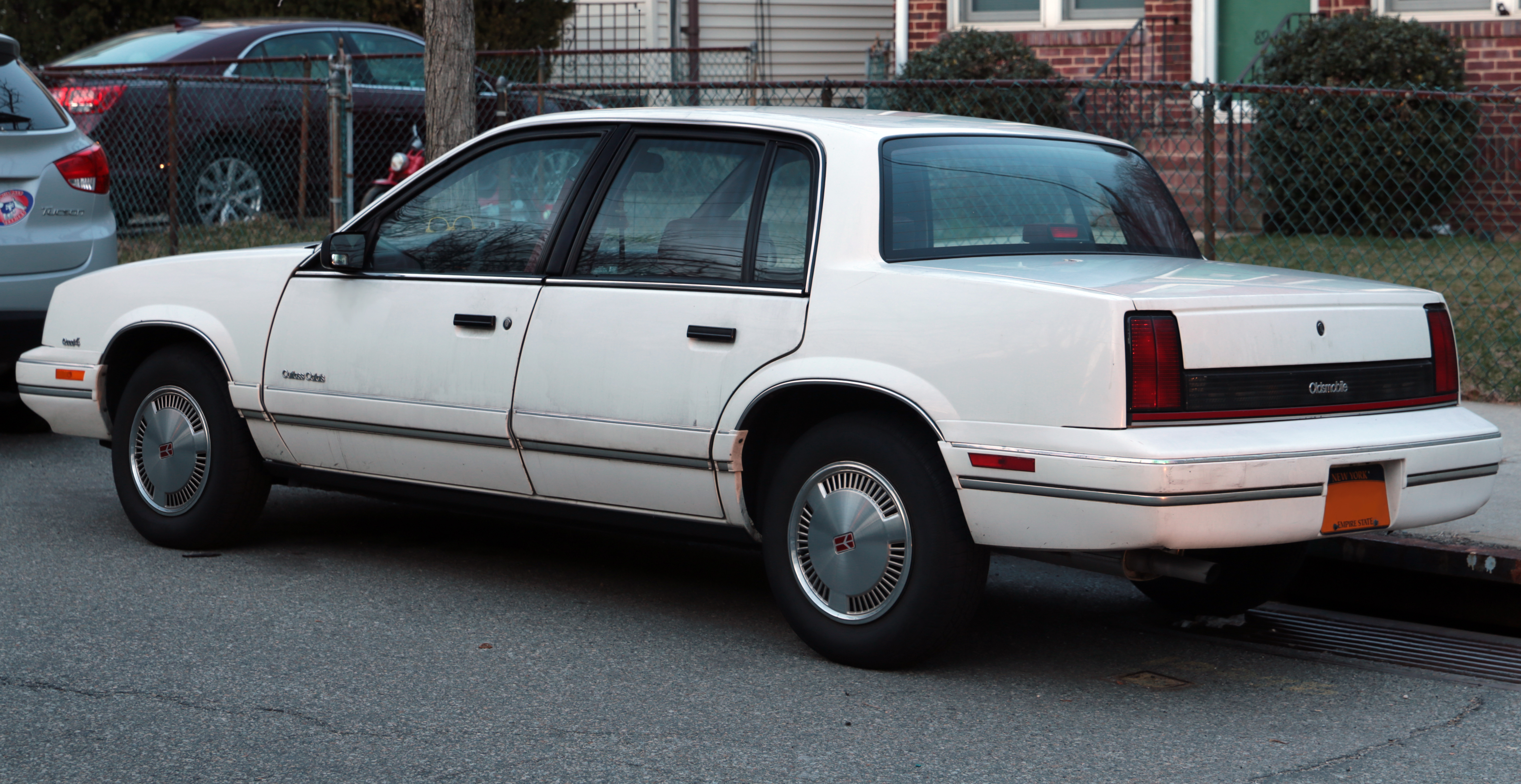
Oldsmobile Cutlass Calais - tył

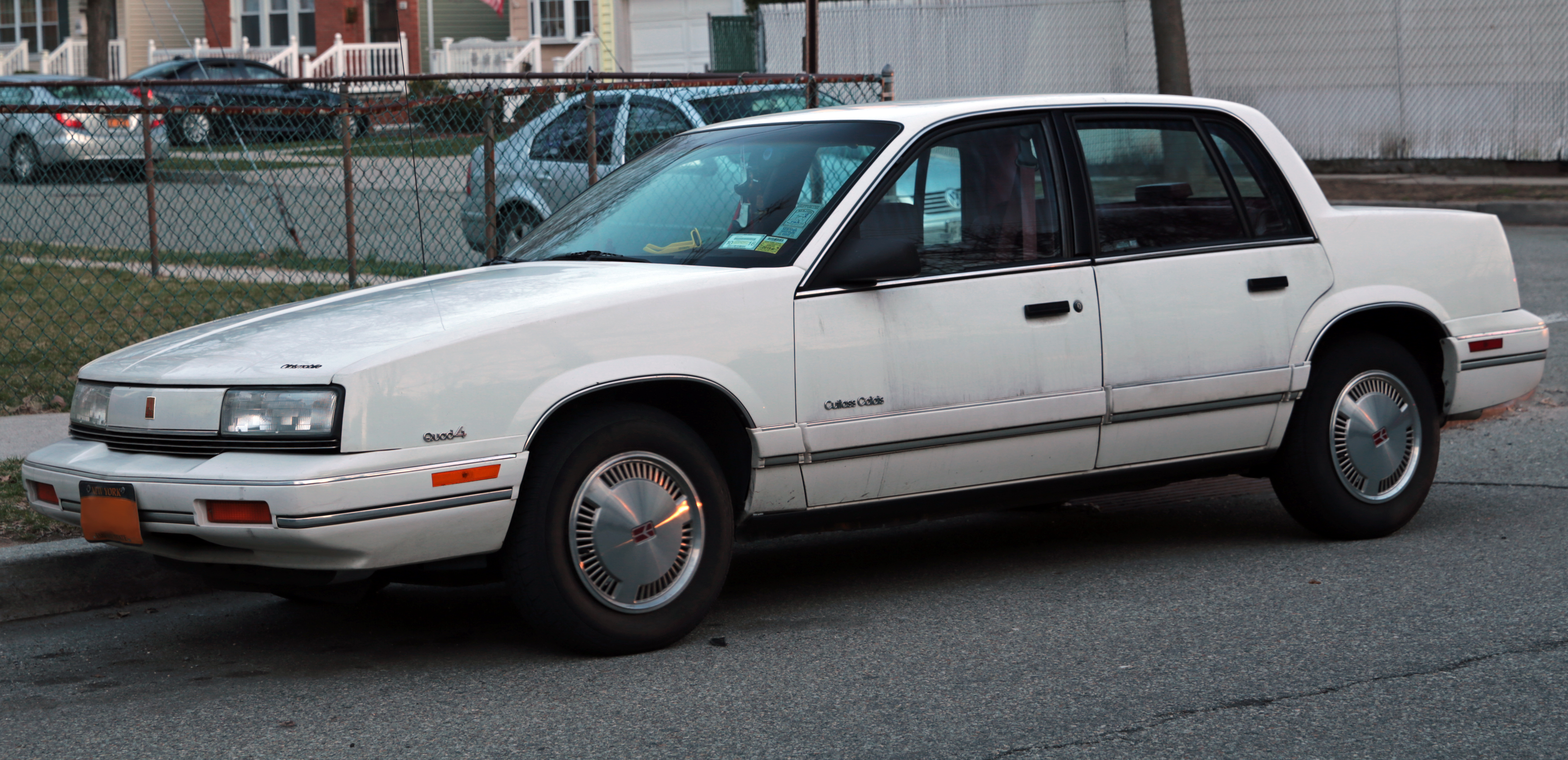
Oldsmobile Cutlass Calais po liftingu

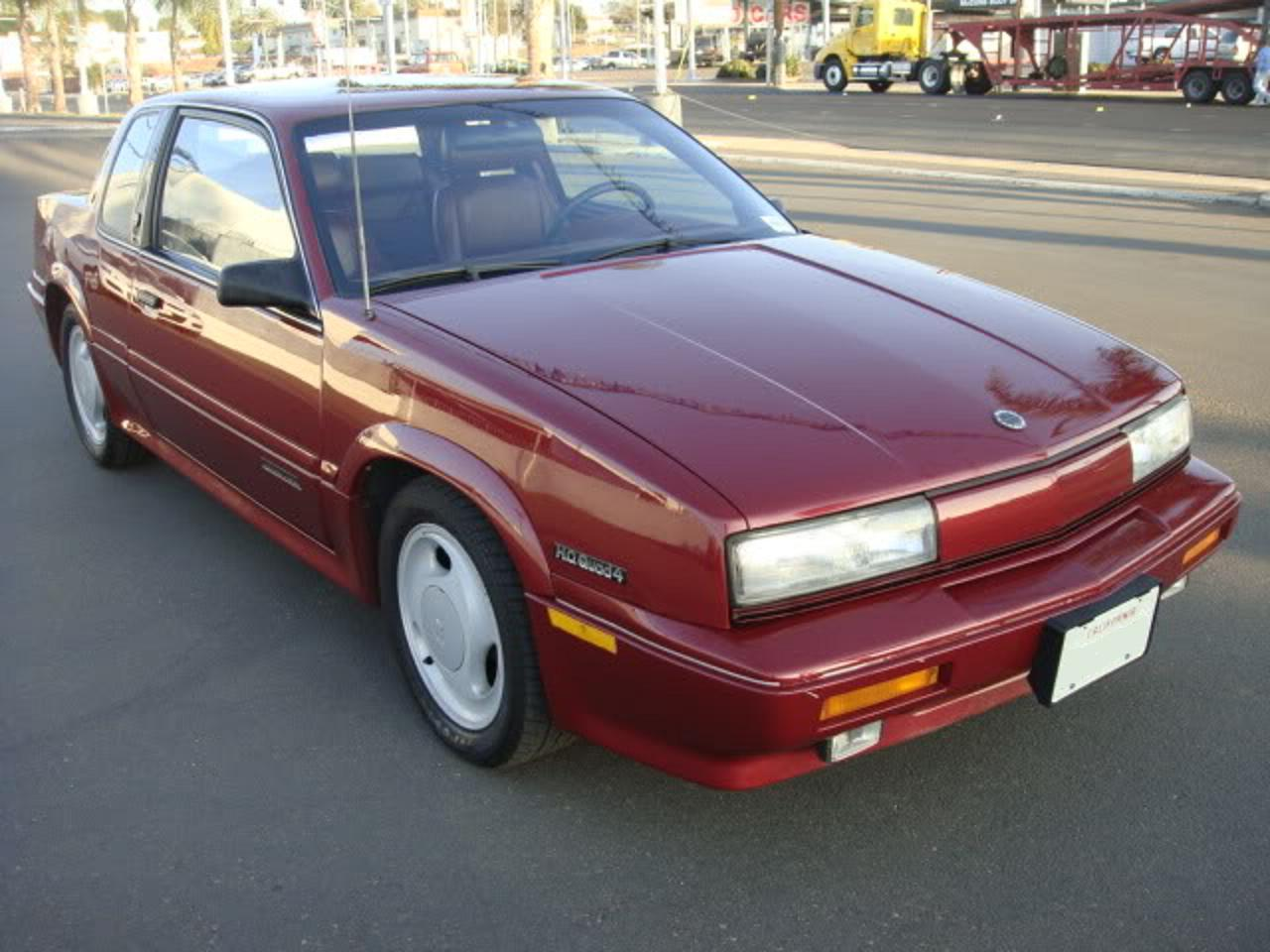
Oldsmobile Cutlass Calais Coupe

W połowie lat 80. Oldsmobile zdecydowało się poszerzyć gamę modeli o nazwie Cutlass także o mniejszy, średniej wielkości pojazd Cutlass Calais. Zastąpił on zarówno podobnej wielkości model Omega, jak i mniejszego, kompaktowego Firenza. Opracowany na platformie N-body koncernu General Motors, samochód był bliźniaczą konstrukcją wobec konstrukcji Buick Skylark i Somerset, a także Pontiac Grand Am.
Oldsmobile Cutlass Calais wyróżniał się charakterystyczną, kanciastą sylwetką z krótkim tyłem z szybą położoną pod kątem prostym względem klapy bagażnika. Pojazd dostępny był jako 4-drzwiowy sedan oraz 2-drzwiowe coupé. Do napędu używano silników: R4 Quad-4 2,3 l, R4 Tech IV 2,5 l, V6 Buick 3,0 l oraz V6 3300 3,3 l. Moc przenoszona była na oś przednią poprzez 5-biegową manualną bądź 3-biegową automatyczną skrzynię biegów. 

### Lifting
W 1989 roku Oldsmobile Cutlass Calais przeszedł drobną modernizację nadwozia, w ramach której zmieniono kształt atrapy chłodnicy i zderzaków. Produkcja trwała pod taką postacią do 1991 roku, po czym zastąpiła go nowa konstrukcja o nazwie Achieva.

### Silniki
- L4 2.3l Quad
- L4 2.5l Tech
- V6 3.0l Buick
- V6 3.3l 330